# Yle
Công ty truyền thông Phần Lan (tiếng Phần Lan: Yleisradio, tiếng Thụy Điển: Rundradion), thường được nhắc đến với tên viết tắt là Yle, là tên công ty truyền thông quốc gia của Phần Lan, được thành lập năm 1926. Yle là một tổ chức truyền thông công cộng, có nhiều điểm giống với đối tác BBC. Nó có hơn 3.200 nhân công tại Phần Lan.
Yle là một công ty hữu hạn cổ phần công khai, do nhà nước Phần Lan sở hữu (99.98% cổ phần). Lúc đầu nó hoạt động với 90% nguồn thu từ phí truyền hình bởi chính phủ (khoảng từ 208 đến 215€ một năm) và thông qua thu phí truyền thông truyền hình tư. Yle được quản lý bởi một Hội đồng quản trị của Quốc hội. Doanh thu của Yle năm 2006 vào khoảng 383,5 triệu euro.
Hiện nay Yle tổ chức vận hành 4 kênh truyền hình quốc gia, 13 kênh truyền thanh và 25 đài phát thanh truyền hình khu vực. Do Phần Lan là một quốc gia đa ngôn ngữ chính thức (ngoài tiếng Phần Lan, khoảng 5.5% dân số nói tiếng Thụy Điển), Yle cung cấp các chương trình truyền hình và radio bằng tiếng Thụy Điển thông qua một ban riêng có tên Svenska Yle. Như một tập tục thông thường, các chương trình truyền hình, phim nước ngoài... trên các kênh truyền hình của Yle đều có phụ đề. Việc lồng tiếng được sử dụng gần như độc quyền cho các phim hoạt hình, dành cho trẻ em nhỏ chưa học đọc.
Trong truyền phát quốc tế, một trong những dịch vụ nổi tiếng của Yle là Nuntii Latini, chương trình tin tức bằng tiếng Latinh được phát trên toàn thế giới và trên Internet. Yle cũng là một trong 23 tổ chức truyền phát thành lập nên Liên minh Truyền thông châu Âu năm 1950. Năm 2007, Yle tổ chức sự kiện Eurovision Song Contest ở Helsinki, Phần Lan.

## Truyền hình

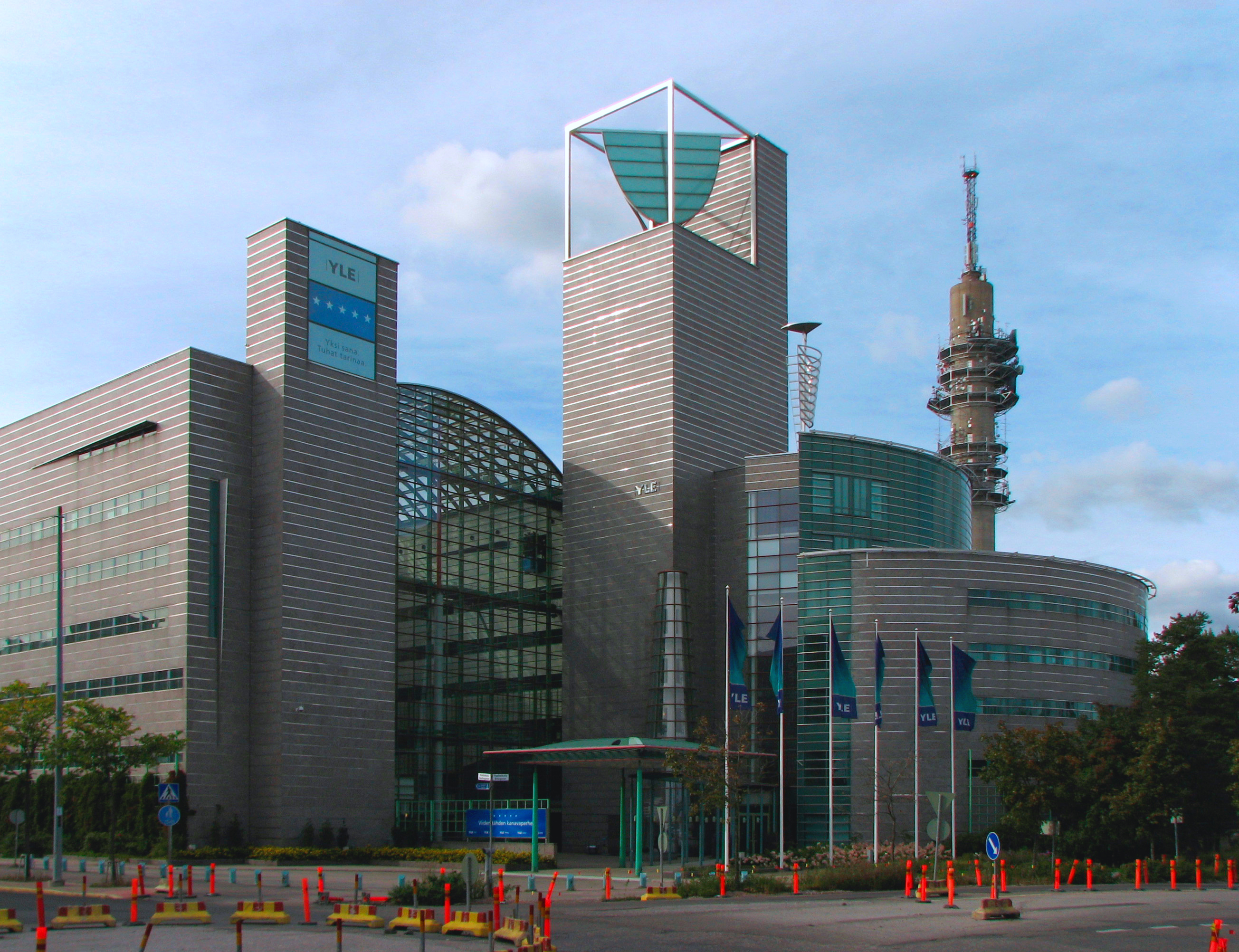
Trụ sở của Yle, được biết đến với tên gọi Iso Paja ("phân xưởng lớn"), ở Pasila, Helsinki.

- Yle TV1 (HD)
- Yle TV2 (HD)
- Yle Fem (HD)
- Yle Teema (HD)
- TV Finland
- Teletext

## Truyền thanh
- Yle Radio 1
- YleX
- Yle Radio Suomi
- Yle X3M
- Yle Radio Vega
- Yle Sámi Radio
- Yle Puhe
- Yle Klassinen

Các dịch vụ quốc tế
- Yle Mondo
- Các kênh truyền hình giáo dục: tại Turku, Kuopio, Lahti và Mikkeli.